# Filipijnse kaketoe
De Filipijnse kaketoe (Cacatua haematuropygia) is een papegaaiachtige die alleen voorkomt op enkele eilanden in de Filipijnen.
In de Filipijnen wordt deze vogel aangeduid als Abucay, Katala (Visayas) of Kalangay (Tagalog).

## Beschrijving
De Filipijnse kaketoe is een vrijwel geheel crèmekleurig witte papegaaiachtige met een opvallend witte kuif. Een uitzondering daarop vormen de veren op de kruin en de wangen, die variëren van lichtgeel tot lichtroze, de onderzijde van de vleugel- en staartveren, die ook lichtgeel tot geel zijn en het uiteinde van de staart, die oranjerood van kleur is. De snavel is kalkachtig wit tot grijswit van kleur en de poten zijn blauwachtig grijs. De ogen van het mannetje zijn grijswit en die van het vrouwtje bruinrood. De kale huid rond de ogen is wit met vaak een wat blauwachtige tint. Een Filipijnse kaketoe wordt inclusief staart zo'n 31 centimeter lang, heeft een spanwijdte van zo'n 22 centimeter, weegt maximaal 350 gram en behoort daarmee samen met de Ducorps' kaketoe en de Goffins kaketoe tot de kleinste soorten van het vogelgeslacht Cacatua.

## Gedrag
De Filipijnse kaketoe is wat minder luidruchtig dan de gemiddelde kaketoesoort en veel stiller dan de witkuifkaketoe en de molukkenkaketoe. Desondanks hebben ze een opvallende karakteristieke hese roep en maken daarnaast de voor kaketoes gebruikelijke gillende en fluitende geluiden, die met name wanneer ze in groepen bijeen zijn oorverdovend kunnen zijn. Ze leven meestal alleen, in paartjes of kleine groepjes tot zo'n tien exemplaren. Tijdens het foerageren kunnen groepen echter wel aangroeien tot zo'n 30 exemplaren. De soort is net als andere kaketoes ook vrij agressief en daardoor moeilijk als volièrevogel te houden. Hun dieet in het wild bestaat gewoonlijk uit zaden, fruit, noten en bessen, maar wordt ook weleens aangevuld met mais of andere graangewassen uit nabijgelegen akkerland. Filipijnse kaketoes zijn in staat om door snelle vleugelbewegingen en acrobatische vliegacties aanvallen van roofvogels te ontwijken.

## Voortplanting
Het voorplantingsseizoen van de Filipijnse kaketoe loopt van maart tot en met juni soms ook doorlopend tot augustus. Het vrouwtje legt normaal gesproken twee eieren, maar soms ook een meer of minder, van 38 mm bij 26,5 mm in een nest in een boomholte op vijf tot dertig meter boven de grond in dikke boomstammen. De incubatietijd van de eieren is ongeveer 28 dagen. De pasgeboren juvenielen wegen direct nadat ze uit het ei komen 10 gram en blijven de eerste negen tot tien weken nog in het nest.

## Verspreiding
De Filipijnse kaketoe kwam in het verleden voor op alle grote en veel van de kleinere eilanden in het gehele land, met uitzondering van het noordelijke en centrale deel van Luzon. Hun gebruikelijke habitat is laagland of mangrovebos, maar ze komen ook wel voor in bosranden, open velden of in de bergen. De laatste tientallen jaren zijn hun aantallen sterk teruggelopen. Begin jaren 90 werd de totale populatie Filipijnse kaketoes ingeschat op 1000 tot 4000 exemplaren. In 2008, was dit echter teruggelopen tot minder dan 1000. De soort behoort inmiddels tot de meeste ernstig bedreigde soorten van de Filipijnen en heeft sinds de jaren 90 dan ook de IUCN-status kritiek toebedeeld gekregen en wordt ernstig met uitsterven bedreigd. Er leven nog populaties op Palawan, Masbate, Mindanao, de Polillo-eilanden, de Sulu-eilanden.

## Bedreigingen en bescherming
De drastische terugloop in aantallen heeft twee belangrijke oorzaken. Enerzijds heeft deze soort net als veel van de bedreigde diersoorten in de Filipijnen last van de grootschalige ontbossing van de Filipijnen, waardoor het percentage bos teruggelopen is van 70% in 1900 naar 7% in 2008. Anderzijds wordt er ook veelvuldig op de Filipijnse kaketoe gejaagd, vanwege de opbrengsten in de (illegale) vogelhandel. Daarnaast wordt er ook op de soort gejaagd, vanwege de schade die ze akkerbouwers toebrengen, en hebben de vogels mogelijk ook te leiden gehad onder een uitbraak van de papegaaienziekte bek- en vederrot.
Hoewel de vogel een beschermde status heeft gaat de jacht op de soort gewoon door. Alleen de populaties in de vijf beschermde gebieden: Rasa Island Wildlife Sanctuary, Puerto Princesa Subterranean River National Park, Omoi and Manambaling Cockatoo Reserves in Dumaran, Culasian Managed Resource Protected Area in Rizal en Samar Island Natural Park lopen niet in aantallen terug. In 1998 werd er een beschermingsprogramma voor de Filipijnse kaketoe opgericht door de Katala Foundation genaam Philippine Cockatoo Conservation Program (PCCP). Binnen dit programma is een kleine populatie van 25 exemplaren op Palawan weer uitgegroeid tot 200 stuks in 2008. Ook is er veel aan voorlichting gedaan en zijn stropers opgeleid tot parkwachter als alternatieve inkomensbron.